# 李氏朝鮮の身分制度
李氏朝鮮の身分制度について説明する。
李氏朝鮮の社会の身分階級は、学者によって分類が違うこともあるが、一般的に両班・中人・常人・賎人の4つに大別されている。このような体制は、高麗の時から伝わる社会的な伝統の上に土台を置いたもので、李氏朝鮮の集権的な政治体制の確立及び制度の整備とともに次第に固まっていった。すなわち、李氏朝鮮の新興貴族たちは高麗の貴族の代わりに支配階級に成長しながら両班階級を形成したが、一方、それに属せなかった人々は中人階級に残るようになった。
被支配階級には相変らず常人・賎人がいたし、これらと両班の間に、一定の世襲的な職業を持つことで1つの階層に固定された中人という特殊な身分階級が生ずるようになった。しかし厳密に明らかにして見れば、同じ身分層にもさまざまな差等があっただけでなく、階級と階級の境界を定めるにも曖昧な場合が多かった。
両班というのは文班と武班を総称した言葉で、彼らは農・工・商に従事せず、儒学だけを勉強して科挙を経て何の制限もなく高級官職にも昇進することができる特権を持った。そして、官僚になれば土地と禄俸などを国家から受けるようになるので、地主階級を形成した。両班の中で李氏朝鮮の建国以来続出した各種の功臣たちと高級官僚たちは、彼らに様々の名目で支給された広大な土地を世襲・私有することで徐々に大地主になった。このような経済的な基盤を土台にして、権門勢家の門閥を成した両班も生ずるようになった。同じ両班でも文官は武官より優位を占めていたから、一般的な要職は勿論、軍事要職までも文官が長官になれば、武官をその下に置いた事が多かった。両班の庶孽出身者には文科に応試する資格を与えなかったが、一方で武科には賎人でさえなければ誰でも応試する資格を与えた結果、嫡庶の差別と文を崇尚し武を蔑んで見る社会的な因習が作られるようになった。
一方、両班身分の世襲による彼らの数的膨脹は、限定された国家政治機構への参与を取り囲んで、互いに利権と理念を異にする派閥を作るようになり、士禍と党争という血なまぐさい対立抗争を起こすようになった。中人は、外国語・医学・天文学・法律学など特殊技術を学んで世襲した。中人と両班の庶孽出身者を合わせて中庶といって、両班以外で官僚になることができる階級だったが、法で高い官職に上がることができないように制限したから、大部分低い官職に留まってしまった。中期以後に彼らの限品叙用に対する制限を撤廃しようとする機運が芽ばえたりしたが、別に成果を上げられなかった。特に庶孽たちは、出世の道が遮られたことに不満を抱いて、互いに群れをなして反逆や泥棒の主動者になったりして、社会に様々な波紋を投げかけた。
彼らより下位の身分層として、吏胥・駅吏・軍校などがあったが、末端の行政・警察事務を担当して、直接平民たちを支配する実権を握っていて、社会的に一つの大きい勢力を形成していた。常人は、農・工・商に従事する人を言うが、その大部分は農民だった。彼らは国家に対して租税・貢賦・軍役など各種の義務を負担したうえに、地方官や郷吏などの搾取対象になって、その生活は一般的にとても悲惨だった。こんな苦しい生活の中で、互いに団結して生きる道を捜すための動きは、農村共同体を作るようにしたし、相互扶助を目的にした様々な契が組職された。
一方、末期になるにつれて、より一層ひどくなった官吏たちの収奪に対する反抗として、民乱を起こしたりした。洪景来の乱、哲宗の時の民乱、甲午農民戦争などの主体は農民だった。商工業に従事する人は、ほとんど全部が奴婢だった。彼らは一種の財産と見なされて売買・相続などの対象になった。奴婢は公賎と私賎の2つに大別することができたが、彼らの中にも多くの階層があった。
この外に娼妓・巫堂・広大なども賎人に属したし、仏教の没落とともに僧侶も賎人の待遇を受けた。賎人中でも最も賎待を受けた身分層は白丁で、彼らは人間以下の待遇を受けたし、特殊部落を成して一般人とも隔離された中で、屠殺・柳器匠などの作業を世襲しながら暮した。
上で述べた4種類の身分階級を土台にして朝鮮社会の支配体制は形成維持された。文禄・慶長の役以後に多少変遷が生じて、平民や賎人でも戦功または納粟などの手段を通じて、堂上・堂下の位階や職名を得る場合も多かったが、特典というのは軍役を免除される程度に過ぎず、それも一身にだけ限るという制約があった。このような厳格な身分体制は、1894年の甲午改革以後に、身分階級の打破が制度化されることで漸次的に消滅して行った。